# Campeonato Capixaba de Futebol Feminino de 2012
O Campeonato Capixaba Feminino de 2012 foi a terceira edição do campeonato de futebol feminino do Estado do Espírito Santo. A competição foi organizada pela Federação de Futebol do Estado do Espírito Santo (FES). Com início em 19 de agosto e término em 2 de dezembro, contando com apenas cinco equipes.
O Comercial conquista o título pela primeira vez em sua história.

## Regulamento
Na Primeira Fase as equipes jogam entre si em dois turno e returno, classificando-se as duas melhores equipes para a Fase Final em dois jogos com mando de campo da segunda partida do melhor classificado. O campeão garante vaga na Copa do Brasil de Futebol Feminino de 2013.

### Critérios de desempate
Os critérios de desempate serão aplicados na seguinte ordem para cada fase:
Primeira Fase
1. Maior número de vitórias
2. Maior saldo de gols
3. Maior número de gols pró (marcados)
4. Confronto direto
5. Sorteio

Finais
1. Maior saldo de gols nos dois jogos
2. Cobrança de pênaltis

## Participantes
| Clube                  | Cidade     | Títulos (último) |
| ---------------------- | ---------- | ---------------- |
| Comercial              | Castelo    | 0 (não possui)   |
| Desportiva Ferroviária | Cariacica  | 0 (não possui)   |
| Projeto SELC           | Serra      | 0 (não possui)   |
| Vila Nova-ES           | Vila Velha | 1 (2010)         |
| Unesc                  | Colatina   | 0 (não possui)   |

## Finais
| 24 de novembro | Unesc | 5 – 2     | Comercial | Estádio Cléber Bertoldi, Marilândia |
|                |       | Relatório |           |                                     |

| 2 de dezembro | Comercial | 4 – 0     | Unesc | Estádio Emílio Nemer, Castelo |
|               |           | Relatório |       |                               |

## Premiação
| Campeonato Capixaba Feminino de 2012 |
| ------------------------------------ |
| Comercial Campeão (1º título)        |